# Речменский, Николай Сергеевич
Николай Сергеевич Речменский (1897—1963) — советский композитор, фольклорист. Заслуженный деятель искусств Чечено-Ингушской АССР (1940).

## Биография
Родился в Москве 22 декабря 1897 года[по какому календарю?].
В годы Гражданской войны руководил музыкальными кружками в частях Красной армии и рабочих клубах. В 1919—1921 годах был инструктором оркестровых курсов Военной школы; в 1923—1926 годах — преподавал в воскресной Народной консерватории в Москве. В 1924—1927 годах заведовал сектором производственной практики студентов Московской консерватории.
В 1927 году окончил Московскую консерваторию по классу композиции Р. М. Глиэра. В 1927—1940 годах преподавал в Музыкальном техникуме при Московской консерватории, и одновременно (до 1938) — в Музыкальном училище им. Октябрьской революции, одним из организаторов которой он был. С 1932 года — член Союза композиторов СССР.
В 1938 году написал «Песню о чекистах» на слова Г. Рублёва, в припеве которой упоминались «ежовы рукавицы».
В годы Великой Отечественной войны был во фронтовой бригаде, создавал песни на слова бойцов; заведовал музыкальной частью ЦДКЖ; был заместителем директора и художественным руководителем Московской областной филармонии (1942—1943). В 1947—1949 годах заведовал редакцией Государственного музыкального издательства. С 1949 года — консультант Госкультпросветиздата.
Н. С. Речменский — автор опер «Пир во время чумы» (на собственное либретто, 1928), «Броненосец Потёмкин» (1933), двух симфоний (1927, 1930), симфонических поэм «Буревестник» (1935), «Асламбек» (1939), нескольких сюит, произведений для скрипки и фортепиано, пьес для баяна, балалайки, гитары, домры; хоров, песен на слова советских поэтов. Записывал и обрабатывал чеченские и ингушские песни, что нашло отражение в «Сюите на чеченские народные темы» (1939) и «Увертюре на ингушские темы» (1940), «Симфонической сюите памяти Асланбека Шерипова» (1958), «Старинном чеченском марше» (1960), «Сюите на чечено-ингушские народные темы» (1960) и др.
Составил учебные пособия «Первоначальная школа игры на баяне» (1951) и «Самоучитель игры на баяне» (1955), справочник «Массовые музыкальные народные инструменты» (1956), сборник «Музыкальная культура автономных республик РСФСР» (1956), «Музыкальная культура Чечено-Ингушской АССР» (1965) и др. Опубликовал воспоминания «Встречи с М. Пятницким» («Советская музыка». — 1961. — № 3. — С. 110—112).
Умер в Москве 23 октября 1963 года. Похоронен в Москве на новом Донском кладбище в Москве.